# Newmarket, County Cork
Newmarket (iriska: Áth Trasna) är en ort i republiken Irland.   Den ligger i grevskapet County Cork och provinsen Munster, i den sydvästra delen av landet, 220 km sydväst om huvudstaden Dublin. Newmarket ligger 159 meter över havet och antalet invånare är 988.
Terrängen runt Newmarket är huvudsakligen platt, men åt nordväst är den kuperad. Runt Newmarket är det ganska glesbefolkat, med 25 invånare per kvadratkilometer. Närmaste större samhälle är Kanturk, 8,8 km sydost om Newmarket. Trakten runt Newmarket består i huvudsak av gräsmarker.